# Conure rougissante
Espèce
La Conure rougissante (Pyrrhura roseifrons) est une espèce d'oiseau appartenant à la famille des Psittacidae.

## Sous-espèces
D'après Alan P. Peterson, il existe quatre sous-espèces :
- Pyrrhura roseifrons dilutissima Arndt, 2008 ;
- Pyrrhura roseifrons roseifrons (G.R. Gray, 1859) ;
- Pyrrhura roseifrons parvifrons Arndt, 2008 ;
- Pyrrhura roseifrons peruviana Hocking, Blake & Joseph, 2002 ; considérée comme une espèce à part entière par certains auteurs sous le nom de Conure à poitrine ondulée.